# 文心雕龍解說
《文心雕龍選析》是祖保泉對《文心雕龍》抽選當中20篇解說的著作，由安徽大學出版社出版，1984年出版。之後作者重新修訂將內容增加至《文心雕龍》全書50篇，更名為《文心雕龍解說》由同出版社於1993年出版，並得到了安徽省第三屆社會科學研究成果一等獎。

## 成書
祖保泉在四川大學得到潘重規、楊明照等文心雕龍學大師的教導，為創作此書打下了學術基礎。在70年代，他在安徽大學向學生教導《文心雕龍》，認為教材是教學質量的根本，因此就有了《文心雕龍選析》，作為當時的教材。他為學生教導了四次《文心雕龍》，《文心雕龍選析》也因此修補了兩次。1984年，《選析》正式出版。
作者認為，「教師上課時要有扎實的基本功，要講出自己的心得體會，不能炒冷飯」，因此為了系統講述《文心雕龍》，他希望對於全書力求講出自己的見解。因此，他決定對於《文心雕龍選析》修改，按原格局寫作包括50篇的《文心雕龍解說》，1993年正式出版。:382-383

## 內容
兩本書都王利器的《文心雕龍校證》作為底本，但是同時也吸收了其他人的學術成果。
《文心雕龍選析》為了教學方便，編次重新經過編排。先是《梁書·劉勰傳》，接着的是《序志》、《原道》、《宗經》、《辨騷》等20篇，每篇由原文、注釋、簡析三部份組成。
《文心雕龍解說》則書前有「例言」、「前言」，按原書次序對於《文心雕龍》五十篇有解說，每篇由原文、注釋、解說三部份組成。書後有《梁書·劉勰傳》和一篇論文《對〈文心雕龍〉文學理論的思考》。兩者比較，除了篇次次序和篇次上的增加外，注釋上增加了不少內容，而且重新修訂了解說內容。在「前言」中，他探討了《文心雕龍》通行本五十篇次的卷次和篇次的問題，在其中他不贊成郭晉稀所說《文心雕龍》分作十卷是唐後出現的，認為有在陳、隋，又或者劉勰將其分作十卷的可能性。篇次方面，他否認了李曰剛在《文心雕龍斠詮》中所提出將《集文》放置在《諧隱》等將重新調篇次的做法，認為按《漢書·詩賦略》中就是將「集賦」十二家中的最後一家就是《隱書》，而《隱書》就是諧隱之辭，可見劉勰師法班固，因此《集文》不應該被排列在《諧隱》之後。
在《對〈文心雕龍〉文學理論的思考》中，他認為分析《文心雕龍》的理論體系必須結合《序志》來理解，現代學術界有人以現代文論體系分析的方法並不當。他又在此反對將《辨騷》視作是「文體論」，認為劉勰重視「由《離騷》所顯示的『宗經』和『變通適會』相統一的理論意義」，將其視作文體論的一部份並不當。針對創作論，他認為創作論大多「離不開一個『變』字」。。

## 迴響
在《文心雕龍選析》出版之後，多家大學都以此作為《文心雕龍》的教材。:382
李平認為，作者在解說中提出了不少獨到的新見，例如在《事類》中說明了劉勰的「事類」和「事義」不是同等概念，而「事類」指的是「用古事」，指搞清這些隱性問題對於讀《文心雕龍》大有俾益，因此詹鍈在《文心雕龍義證》中也引用了他的意見。再者，作者對於疑難的詞語有不少精彩之處，如《指瑕》中，「如有賞際奇至之言，終有撫叩酬即之語」一句，黃侃的《文心雕龍札記》和范文瀾的《文心雕龍注》中未知其意，但是祖保泉檢閱了存留的晉宋詩文，認為「賞際奇至」、「撫叩酬即」是「八個單詞」，查明了意義。
:382-386
張文勛認為，《解說》是一部功力較深的專著，指他雖然名為解說，但是注釋精詳，分段說明，概括精楚。陳允鋒認為，作者的注釋力求簡明扼要，特別注重詮釋字詞的本意，指《解說》是「已出的《文心雕龍》譯注本是比較有特色，也是水平比較高的一部著作。」